# درويد

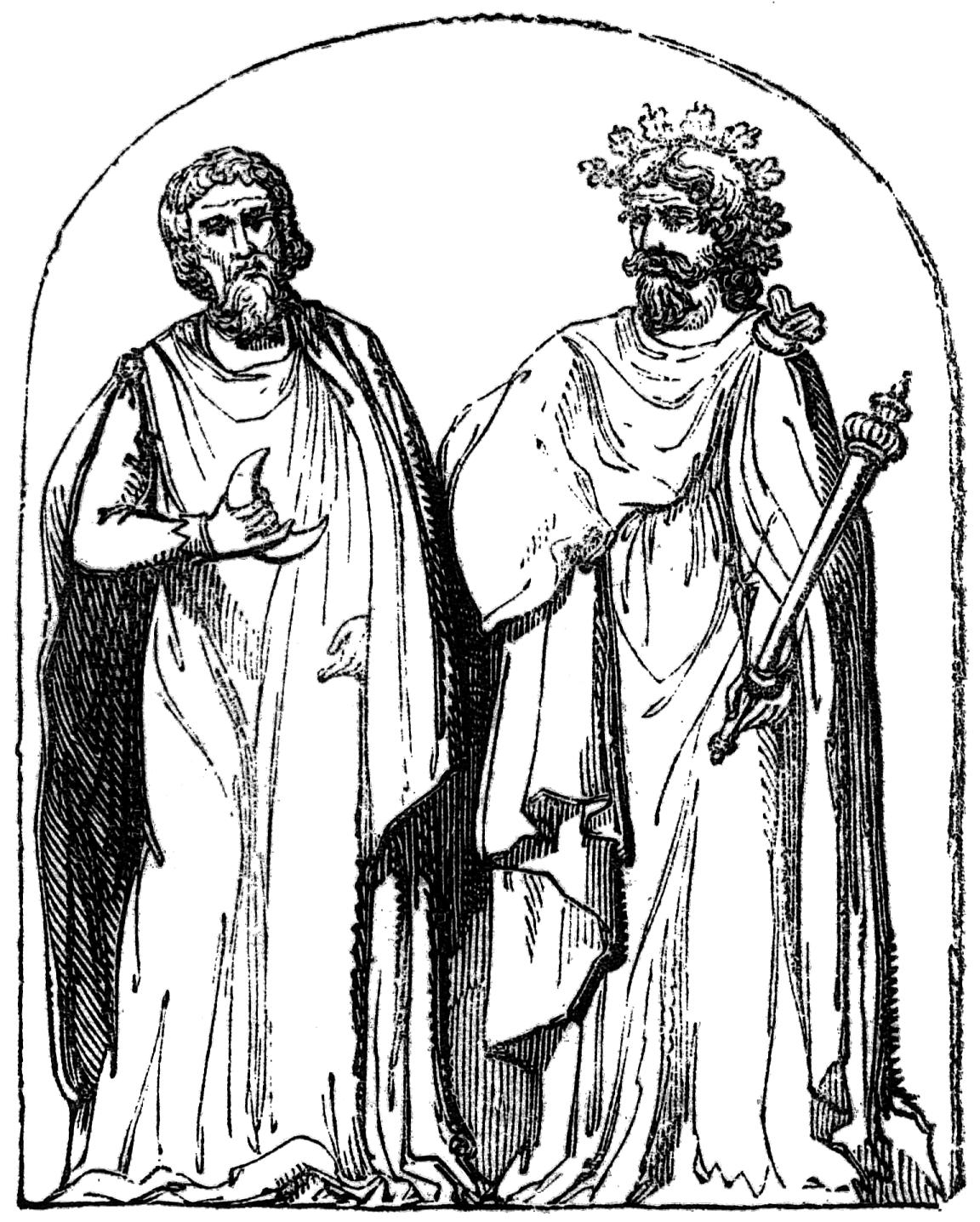
درويديان، رسم توضيحي من عام 1719 لبرنارد دي مونتفوكون.

الدَّرْويد (بالإنجليزية: Druid)‏ كهنه الشعوب الكلتية ورجال الطب فيها وبخاصة في بلاد الغال وبريطانيا. قديما كانوا يمارسون التطبيب بالاعشاب وسيطروا على العقول بفضل شعائرهم الدينية التي تقوم علي عبادة الشمس والاعتقاد بخلود الروح. أطلق عليهم جماعة السحرة الأشرار بعد ظهور المسيحية لمعارضتهم لها. كانوا رفيعي الثقافة وأصبحوا معلمي الطبقة الراقية. نقلوا معارفهم من جيل إلى آخر من غير أن يدونوها (مشافهة). كونوا اتحادا فيدراليا قويا في ميادين السياسة، وعملوا على إثارة الشعوب ضد روما، وأخيرًا استسلم النظام الدرويدي للمسيحية.